# Sviby
Sviby este un sat partea în partea de SV a Insulei Vormsi, ce aparține Estoniei. Aparține comunei Vormsi, Regiunea Lääne. Denumirea sa este de origine suedeză. Sviby este principalul port al insulei. La recensământul din 2000 avea o populație de 30 locuitori.